# Tatort: Unten
Unten ist ein Fernsehfilm von Daniel Prochaska aus der Krimireihe Tatort, der erstmals am 20. Dezember 2020 auf ORF 2 und im Programm Das Erste ausgestrahlt wurde. Es ist die 1149. Folge der Reihe, der 49. Fall des österreichischen Ermittlers Moritz Eisner und der 25. gemeinsame Fall des Ermittlerteams Eisner/Fellner.

## Handlung
Indy und Tina, die selbst auf der Straße leben, entdecken in einem verlassenen Industriegelände einen toten Obdachlosen. Bei diesem handelt es sich um Magister Gregor Aigner; Indy und Tina kannten den Toten. Fellner kannte das Opfer ebenfalls: Aigner hatte früher als Informant für sie gearbeitet, aber nachdem er die Geschichten immer mehr ausgeschmückt und irgendwann frei erfunden hatte, hatte sie die Zusammenarbeit mit ihm beendet. Der frühere Journalist hatte seine Arbeit, seine Frau und schließlich seine gesamte Existenz verloren, nachdem er einen Skandal um das Bankhaus Hufstahl aufgedeckt hatte.
Die Ermittler Eisner und Fellner vermuten zunächst, dass ein Streit um Geld oder Alkohol eskaliert sein könnte. Allerdings werden an der Kleidung des Toten Spuren von Crystal Meth und an der Fundstelle der Leiche Psychopharmaka gefunden, es besteht daher der Verdacht, dass Gregor Aigner mit Drogen gehandelt haben könnte.
Von Aigners Exfrau erfahren die Kommissare, dass Gregor kurz vor seinem Tod Tina als Begünstigte seiner Lebensversicherung eingesetzt hatte, möglicherweise wollte sie das Geld kassieren. Auch eine Beziehungstat aufgrund eines möglichen Verhältnisses von Tina und Gregor und einem eifersüchtigen Indy ziehen die Ermittler in Betracht. Indy dagegen vermutet, dass Gregor Aigner sich trotz seiner prekären Situation noch immer als Investigativjournalist gesehen hatte. Möglicherweise war er einer größeren Sache auf der Spur und wurde deswegen ermordet. Auf Gregors Kamera finden sich zahlreiche Aufnahmen eines Industriegeländes, zu verschiedensten Zeitpunkten.
Die weiteren Recherchen führen Eisner und Fellner in das Heim Lebensraum, wo Aigner längere Zeit gemeldet war und Tina immer wieder Unterkunft findet. Das Heim wird von der internationalen Privatklinikengruppe SENTHAMED betrieben. Auch für die wohnungslose Johanna und deren Sohn Tobi ist das Heim Anlaufstelle. Dr. Steiner-Reeves, die ärztliche Leiterin des Heims, vermutet ebenso wie Heimleiter Franz Zanger eine Drogengeschichte hinter dem Verbrechen. Vor seinem Tod hatte Aigner einen Streit mit dem ebenfalls Obdachlosen Micha Schmidt, der wegen Betrugs vorbestraft war. Möglicherweise hatte er ihm Geld geschuldet und der Streit ist eskaliert. Schmidt beteuerte jedoch seine Unschuld. Gregor Aigner habe mitbekommen, dass der Obdachlose Gustav „Gustl“ Fuchsberger aus dem Heim entführt worden sei. Als er nicht mehr aufgetaucht sei, habe man das Heim und die Polizei informiert, doch wie bei früheren Fällen verschwundener Heimbewohner habe sich niemand dafür interessiert.
In einem Fall hatte Aigner als Zeugin die „Sackerl-Grete“ angegeben, eine ältere Frau, die einen verwirrten Eindruck macht. Sie hatte all ihre Beobachtungen Gregor mitgeteilt, die er in seinem Büro notiert hatte. Sackerl-Grete kann sich an die Nummer eines Lieferwagens erinnern. Eisner vermutet, dass Gregor einem Drogenring in die Quere gekommen sein könnte. Tina bringt die Ermittler zu Gregors Büro, einem Wohnwagen unter einer Autobahnbrücke. Dieser war in Brand gesetzt worden, Indy liegt ermordet daneben. In der Hand des Toten sichern die Polizisten einen USB-Stick mit den Krankenakten der vermissten Heimbewohner.
Die Patientenakten, die Gregor Aigner gesammelt hatte, führen die Ermittler zur Firma SENTHAMED, an der auch Dr. Steiner-Reeves beteiligt ist. Sie wurde bei der Ethikkommission angezeigt und erhielt Berufsverbot. Eisner vermutet hinter den verschwundenen Personen illegale Medikamentenversuche, Steiner-Reeves und Heimleiter Zanger könnten gemeinsame Sache gemacht haben.
Nach einem Vorstellungsgespräch wird Johanna von zwei maskierten Männern in einem weißen Lieferwagen entführt. Tobi kann entkommen und wendet sich an Zanger, der verspricht, ihn zu Johanna zu bringen.
Unterdessen erzählt Tina den Ermittlern, dass sie und Indy Gregors Mörder auf frischer Tat bei der Leiche angetroffen hätten. Tina habe ihn in Nothilfe getötet, um Indy zu retten, und die Leiche danach im Lieferwagen des Mörders verstaut.  Die letzte Meldeadresse des getöteten Mörders war das Heim Lebensraum. Ein Satellitentelefon im Lieferwagen wurde als letztes vom Handy des Heimleiters Zanger angerufen. Die Ermittler fahren zu Zanger, um ihn zu verhaften. Zanger gesteht, Gregor Aigner Schweigegeld angeboten zu haben; in der Auseinandersetzung sei er in die Tiefe gestürzt. Dr. Steiner-Reeves hatte illegale Transplantationen mit reichen Patienten durchgeführt, als unfreiwillige Spender dienten die spurlos verschwundenen Obdachlosen. Die Operationen fanden in jenem Industriegebäude statt, das Gregor fotografiert hatte. Das Gelände wird mit Hilfe der WEGA gesichert, Steiner-Reeves wird während einer Operation festgenommen; Johanna und Tobi werden gerettet.

## Produktion
Gedreht wurde der 25. gemeinsame Tatort-Fall von Eisner und Fellner vom 3. März bis zum 19. Juni 2020 in Wien. Aufgrund der COVID-19-Pandemie wurden die Dreharbeiten im März unterbrochen und am 3. Juni 2020 wieder aufgenommen.
Produziert wurde diese Tatort-Folge von der Superfilm (Produzenten John Lueftner und David Schalko) im Auftrag des Österreichischen Rundfunks. Die Kamera führte André Mayerhofer, für das Szenenbild zeichneten Julia Oberndorfinger und Attila Plangger verantwortlich, für den Ton Thomas Szabolcs, für das Kostümbild  Eli Fritsche und für die Maske Maske Kiky von Rebental und Valerie Rossacher.
Daniel Prochaska gab mit dieser Folge sein „Tatort“-Regiedebüt, auch für die Autoren Thomas Christian Eichtinger und Samuel R. Schultschik, war dies die erste Tatort-Folge. Thomas Stipsits stand für diese Folge zum letzten Mal als Manfred „Fredo“ Schimpf vor der Kamera.

## Rezeption

### Kritiken
Christian Buß vergab auf Spiegel Online 6 von 10 Punkten und meinte, dass die Filmemacher ihr „Trickser-und-Trinker-Tableau“ irgendwann zum allzu plakativen Verschwörungsthriller aufbliesen. Unten und Oben würden so manipulativ gegeneinander geschnitten, dass man am Ende nicht überrascht sein dürfte, wenn sich die Verschwörungstheorien über die Senthamed-Schnösel vom ermordeten Ex-Reporter bewahrheiteten.
Für Marek Bang von kino.de ist dieser Tatort „einer der besten Österreichischen Tatorte überhaupt“. Der Film vereine die Stärken des „einmal mehr wunderbar geschmeidig harmonierenden Duos mit einer berührenden Geschichte“. Auch wenn das Geschehen im letzten Drittel etwas an Bodenhaftung verliere, so bleibe alles zumindest im filmischen Universum eines Kriminalfilms nachvollziehbar. „Glaubhafte Figuren, gewohnt sauber geschliffene Dialoge und nicht zuletzt die famose Sackerl-Grete machen den neuesten Wiener Tatort zum Genuss, von dem man sich in Zukunft mehr als nur einen Nachschlag wünscht“. Die Österreicher bewiesen hier eindrucksvoll, wie man Deutschlands beliebteste Spielfilmreihe immer wieder bereichern kann.
Volker Bergmeister befand bei tittelbach.tv, dass diese Folge nicht spektakulär aber sehr stimmig besetzt sei. Was dieses Mal deutlich zu kurz komme, seien die pointierten Wortgefechte der beiden Ermittler. Die Folge zähle zwar nicht zu den herausragenden Fällen des Duos aus Wien, funktioniere aber recht gut und biete spannende Unterhaltung. Daniel Prochaska habe den Krimi mit reichlich Sozialrealismus in Szene gesetzt und sich bemüht, die Welt ganz unten nicht stereotyp zu zeigen.

### Einschaltquote
Die Erstausstrahlung von Unten am 20. Dezember 2020 wurde in Deutschland von 9,23 Millionen Zuschauern gesehen und erreichte einen Marktanteil von 25,7 % für Das Erste.